# Palisadenkrone

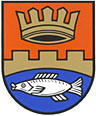
Palisadenkrone

Die Palisadenkrone ist eine einfache Rangkrone in der Heraldik und ist wenig verwendet worden. Sie ist heraldisch von geringem Wert. Verliehen wurde diese gelegentlich an gut verteidigte Städte und ähnlich der Mauerkrone verwendet. Dargestellt werden über einem Kronenreif dichtstehende endgespitzte schmucklose Pfähle. Das Königreich Sibirien, wie es im großen Wappen Russlands im Wappenkreis steht, zeigt in der eingeschobenen hermelinbelegten Spitze zwei schwarze Zobel eine solche Krone haltend.